# Anarchist Exclusion Act

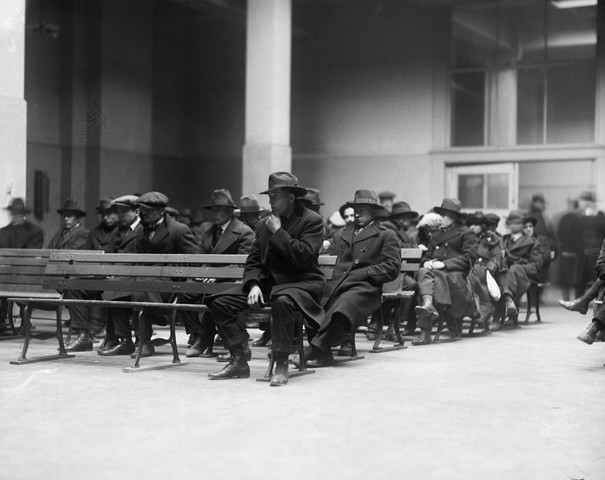
La photo montre des anarchistes, des communistes et des radicaux qui ont été rassemblés à Ellis Island, à New York, après des raids de police en mars 1920.

L'Anarchist Exclusion Act (en français, « Loi sur l'exclusion des anarchistes ») désigne deux lois adoptées, en 1903, par le Congrès des États-Unis et destinées à interdire l'entrée du territoire américain aux migrants suspectés d'opinion anarchiste.
La première victime de cette nouvelle législation est l'anarchiste anglais John Turner qui effectuait une tournée de conférences aux États-Unis. La loi vise également à interdire l'entrée sur le territoire aux personnes pratiquant la mendicité ou la prostitution ainsi qu'aux personnes atteintes d'épilepsie.

## Notices
- L'Éphéméride anarchiste : notice.